# 스스키노역
스스키노역(일본어: すすきの駅, すすきのえき)은 일본 홋카이도 삿포로시 주오구에 위치한 삿포로 시영 지하철의 역이다.
본 문서에서는 삿포로 시영 전차 야마하나 선과 도심 선 정류장인 스스키노 정류장에 대해서도 기술한다.

## 삿포로 시영 지하철 스스키노 역

### 역사
- 1971년 12월 16일: 기타 24조 ~ 마코마나이 역간 개업에 따른 영업 개시.
- 2003년 11월: 개찰구와 지상 구간을 연결하는 엘리베이터 사용 개시.
- 2004년: 지하철 플랫폼과 개찰구 사이를 연결하는 엘리베이터가 완공됨.
- 2006년 1월 26일: 역 번호를 부여함. 번호는 N08이다.
- 2008년 11월 20일: 북쪽 개찰구 및 플랫폼 연결 계단과 에스컬레이터 사용 개시.
- 2012년 10월 25일: 스크린도어 사용 개시.

### 역 구조
상대식 승강장 2면 2선의 지하역으로 개찰구는 지하 1층 남쪽에 1곳과 북쪽에는 동서 각 1곳 등 총 3곳으로, 남쪽에는 엘리베이터, 북쪽에는 에스컬레이터가 설치되어 있다. 지하 1층은 로빈슨 백화점의 지하 2층과 연결된다. 출구는 5곳 중 4번 출구에 엘리베이터와 에스컬레이터, 장애인용 화장실이 설치되어 있다.
당역 ~ 오도리 역 ~ 지하철 삿포로 역 ~ JR 삿포로 역 ~ 삿포로 엘 플라자 간은 지하상가와 지하도로 이어지고 있다. 이들은 남북으로 약 2km의 거리가 있고, 직선 구간에서는 일본 최장의 지하 통로이다.
이 역은 모든 개찰기가 IC카드 "SAPICA"에 대응한다.

#### 타는 곳
| 1 | 난보쿠 선 | 나카지마 공원・히라기시・마코마나이 방면 |
| 2 | 난보쿠 선 | 오도리・삿포로・아사부 방면              |

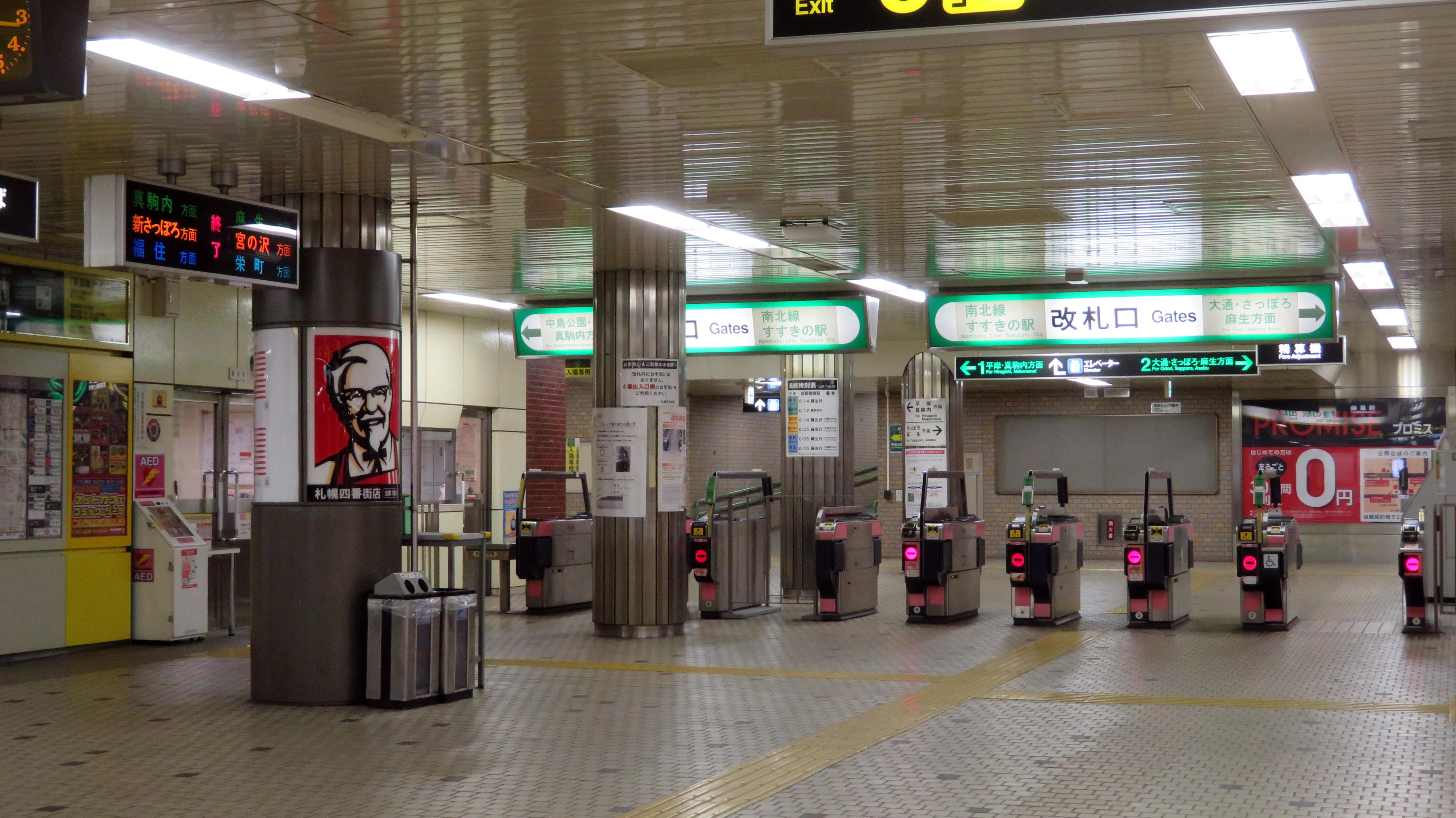
개찰구
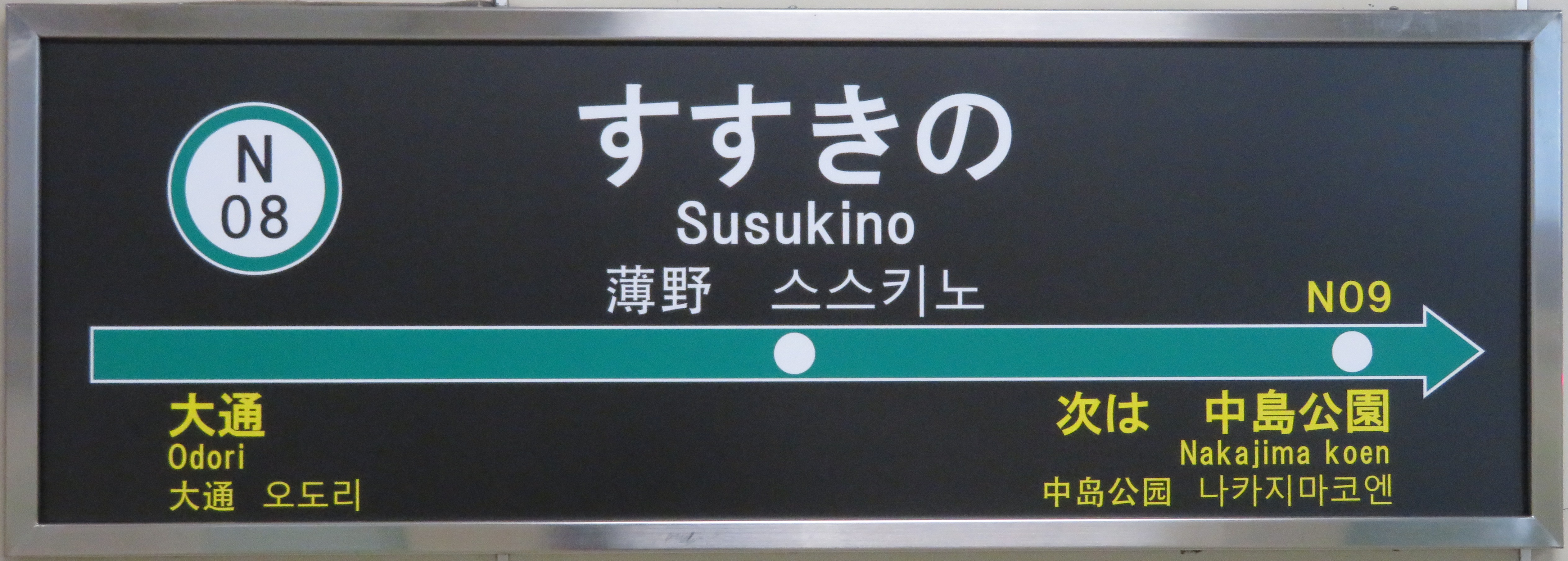
역명판

## 삿포로 시영 전차 스스키노 정류장

### 역사
- 1918년 8월 12일: 삿포로 전기 궤도 정류장 공사선(삿포로 시영 전차 니시 4초메 선 및 도요히라 선) 스스키노 파출소 앞 정류장으로 영업 개시.
- 1923년 8월 25일: 삿포로 전기 궤도 야마하나 선 개업.
- 1928년: 삿포로 전기 궤도의 시영화.
- 1949년 6월 20일: 스스키노 정류장으로 정류장명 변경.
- 1971년 10월 1일: 전차 도요히라 선이 폐지됨.
- 1973년 4월 1일: 전차 니시 4초메 선이 폐지됨에 따라 본 정류장 ~ 니시 4초메 정류장간 분단됨.
- 1994년: 전차 본 정류장 ~ 시세이칸쇼가코마에 정류장이 노면전차화됨.
- 2005년: 대규모 개수 공사 착공. 정류장 끝에 말단부를 설치함.
- 2015년
  - 4월 1일: 정류장에 번호를 부여함. 번호는 SC23이다.
  - 5월 13일: 이 날부터 동년 10월 하순까지 삿포로 시영 전차의 루프화 공사로 인한 정류장의 개수 및 궤도 복선화에 따라 서쪽으로 약 100m 이전함.
  - 12월 20일: 본 정류장 ~ 니시 4초메 정류장간 개업(42년만에 재개함)으로 전차의 루프 운전 개시.

### 정류장 구조
루프화 완성 후에는 중단역 시절과 비슷한 위치에 있고 미나미4조도리의 중앙 안전 지대에 2면 2선의 플랫폼이 설치되어 있다. 서쪽에는 Y형 분기부를 설치하였고, 외선과 내선 사이에 중앙선이 부설되어, 본 정류장에서 다누키코지 방향으로 회차가 가능한 구조이다.

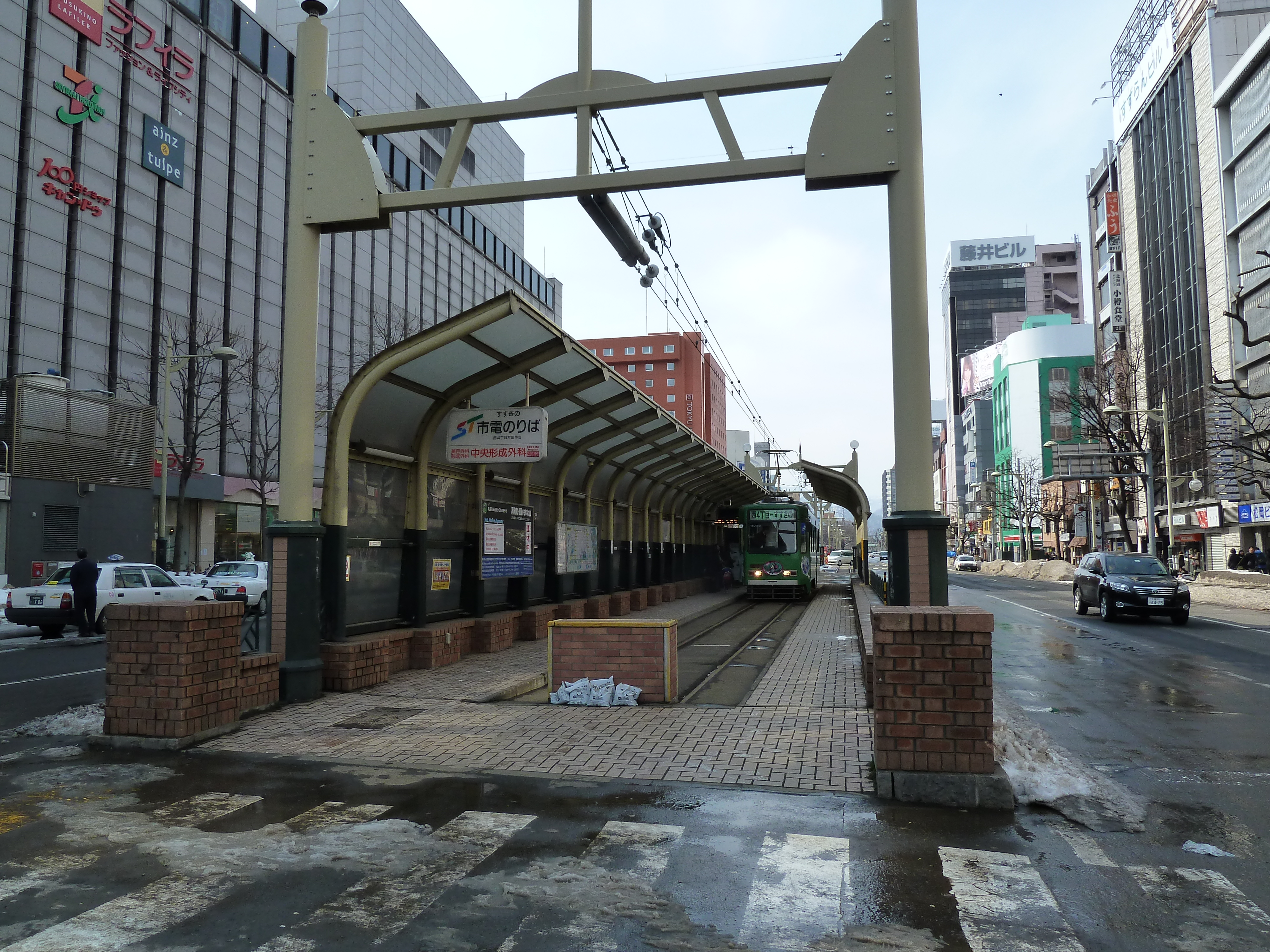
종착역 시절의 플랫폼

## 이용 현황
삿포로 시 교통국에 따르면 2016년도의 하루 평균 승차 인원은 17,264명이었다.
최근 하루 평균 승차 인원의 추이는 다음과 같다.
| 연도 | 1일 평균 승차 인원 |
| ---- | ------------------ |
| 2003 | 16,934             |
| 2004 | 16,936             |
| 2005 | 17,450             |
| 2006 | 17,692             |
| 2007 | 17,521             |
| 2008 | 17,269             |
| 2009 | 16,944             |
| 2010 | 16,662             |
| 2011 | 16,267             |
| 2012 | 16,592             |
| 2013 | 16,900             |
| 2014 | 16,876             |
| 2015 | 16,971             |
| 2016 | 17,264             |

## 역・정류장 주변
역 남쪽에는 도쿄 이북에서 최대의 환락가인 "스스키노"가 위치하여 많은 음식점과 유흥 업소 및 호텔 등이 밀집하고 있다.
- 삿포로 시영 지하철 도호 선 호스이스스키노 역
- 국도 제36호선
- 삿포로 지하상가
- 다누키코지 상점가
- 삿포로 라면 골목

## 인접역
| 삿포로 시 교통국 지하철 난보쿠 선                       | 삿포로 시 교통국 지하철 난보쿠 선 | 삿포로 시 교통국 지하철 난보쿠 선 |
| ------------------------------------------------------- | --------------------------------- | --------------------------------- |
| N07 오도리 아사부 방면                                  | ● 난보쿠 선                       | N09 나카지마 공원 마코마나이 방면 |
| 삿포로 시 교통국 ● 삿포로 시영 전차 야마하나 선・도심선 |                                   |                                   |
| SC22 시세이칸쇼갓코마에 외선 순환                       | 시영 전철 운행 계통               | SC24 다누키코지 내선 순환         |